# Pepa Streichl
Pepa Streichl (vl. jménem Josef, 8. září 1949 Orlová – 11. srpna 2013 Ostrava) byl ostravský bluesový a folkový písničkář.

## Život
Vystupoval již od roku 1968. Spolupracoval s mnoha osobnostmi české hudby (např. Pavlem Dobešem, Jarkem Nohavicou). Koncem 70. let podepsal spolupráci s StB, čehož litoval. Na začátku 90. let ho postihla mozková mrtvice. Po uzdravení vystupoval se skupinou Truc Blues. Od roku 2002 vystupoval sólově nebo s triem.
Zemřel ve věku 63 let dne 11. srpna 2013 ve svém bytě v Ostravě.

## Nejznámější písně
- Džínová nevěsta
- Bicycle
- Džbánky
- Kamila
- Jůlie
- Ostrava je černá ženská
- Na poslední cestu

## Diskografie
- Samota, samota (N. A. R. 1990)
- Pepa Streichl a Truc Blues (FT Records 1995)
- Live for friends (Blue Wave 2002)
- Za dveřmi (Stylton 2007)
- Koncert 1984 (EMI Music Czech Republic, edice Archivy se otevírají, 2012)